# Hasbani
Hasbani (arab. نهر الحاصباني, Nahr al-Hasbani, hebr. נחל שניר, Nachal Snir) – rzeka w Libanie i Izraelu, jedna z głównych tworzących rzekę Jordan.
Wypływa ze źródła Wazzani pod szczytem Hermonu.